# Mideun Jok
Mideun Jok is een bestuurslaag in het regentschap Bireuen van de provincie Atjeh, Indonesië. Mideun Jok telt 2898 inwoners (volkstelling 2010).